# Aziz Bolotovici Beișenaliev
 Aziz Bolotovici Beișenaliev  (Азиз Болотович Бейшеналиев) este un actor de origine kirghiză, din Rusia, născut pe 15 martie 1971. În perioada 1990-1992 a studiat la Facultatea de Studii Orientale din Tașkent și la Universitate de Stat in cadrul Departamentului de Filologie din China. Este fiul actorului kârgâz Bolat Beișenaliev.

## Filmografie
- Лектор (Lichidatorul), regia: Vadim Șmelev Kazahstan, 2010
- История летчика (Povestea pilotului), regia Elena Nikolaieva, Arkadi Kaplun, Kazahstan 2009
- Дом на Озерной (Casa de pe lac), regia Serik Aprîmov, Rusia, 2009
- Прыжок Афалины (Delfinul care sare), regia: Eldor Urazbaev, Rusia, Kazahstan, 2009
- Семин (Semin), serial TV, regia: Gennadi Baisak, Aleksandr Franskevici, Rusia 2009
- Поле, клоуны, яблоко... (Câmpie, clovni, mere...), regia: Șota Gomisoniia Rusia 2008
- Мустафа Чокай - Мустафа Шокай) Mustafa Șokai, regia: Satîbaldî Narîmbetov Kazahstan Rusia 2007
- Параграф 78 (Paragraful 78), regia: Mihail Hleborodov, Rusia, 2007
- Параграф 78 - филм второй (Paragraful 78 - Al doilea film, regia: Mihail Hleborodov, Rusia, 2007
- Зымак кыстары Райские птицы (Păsările paradisului), regia: Talgat Asîrankulov, Gaziz Nasîrov, Kârgâzstan, Kazahstan 2006
- Кочевник (Nomadul), regia:Sergei Bodrov, Ivan Passer, Rusia, Kazahstan, 2006
- Меч Махамбета - Красная полынь (Meciul lui Mahambet - Caria roșie), regia: Slambek TauekelKazahstan, 2006
- Великие династии (Marile Dinastii), regia: Anna Melikian Rusia,  2005
- Джек-пот для Золушки (Câștigul cel mare pentru Cenușăreasa), regia: Nikolai Stambula, Kazahstan 2004
- Богатство (Bogăție) serial TV, regia:Eldor Urazbaev, Rusia, 2004
- Трио (Trio), regia: Aleksandr Proșkin, Rusia 2003
- Дронго (Drongo) serial TV, regia: Zinovii Roizman,  Rusia 2002
- Буюк Амир Темур (Marele Emir Temur), regia:Isamat Ergașev, Bako Sadîkov, Uzbekistan 1996